# 프레지던트 (드라마)
《프레지던트》(President)는 2010년 12월 15일부터 2011년 2월 24일까지 KBS 2TV에서 방송된 20부작 한국방송공사 수목 미니시리즈이다. 일본의 만화가 가와구치 가이지의 만화 《이글》(Eagle)을 극화한 드라마로 기획하였다. 주인공 장일준이 경선부터 대통령이 되기까지의 전 과정을 다루었다.
이 드라마는 최수종-하희라 부부는 영화 《별이 빛나는 밤에》 이후 19년만에 호흡을 맞춘 작품이자 첫 부부 출연작이라는 점에서 화제를 모았지만 시청률 면에서는 참패했다. 초반의 정면승부가 화제성에서 밀린 결과를 낳은 것 뿐 아니라 여성 시청자 공략에 실패했다는 점이 아쉬움으로 남았고, 최수종 (장일준 역)은 해당 드라마의 실패에 따른 충격 뿐 아니라 KBS 1TV 낭만을 부탁해 진행을 맡으면서 KBS 1TV 대하드라마 광개토태왕 캐스팅 제의를 고사했다.

## 등장 인물

### 장일준 일가
- 최수종 : 장일준 역

새물결 미래당 대선 후보. 현 3선의원. 서울대 법대 출신으로 시민운동을 시작으로 정계 입문, 형 장일도와 함께 '형제간첩단'사건에 연루되어 복역한 전력이 있다. 장일도의 사형 집행 후 독일로 유학, 그 곳에서 조소희와 만나 결혼해 성민, 세빈 두 자녀를 두었다. 민주화 투사이자 재벌가의 사위로 '박쥐'라는 평도 듣고 있지만 카리스마 있는 언변과 추진력 그리고 보좌진들과의 탄탄한 팀웍을 바탕으로 현 이수명 정권의 황태자, 김경모에게 대항할 막강 세력으로 떠오르게 된다. 자신의 비자금 수수의혹에 대해 해명하려고 할 때 총에 맞아 쓰러진다.
- 하희라 : 조소희 역

장일준의 아내. 대일 그룹 조태호 회장의 딸. 지적인 외모와 뛰어난 정치 감각을 가진 여권주의자로 독문과 교수. 선거 캠프에 적극 개입하여 장일준의 러닝메이트이자 '그림자'로서의 역할을 수행한다. 그러나 남편의 숨겨진 아들 유민기의 등장으로 묘한 대립각을 세우게 된다. 장일준의 비자금 수수의혹이 있기 전 대일그룹으로부터 비자금을 받았다.
- 김견우 : 유민기 역

장일준의 숨겨진 아들. 가의도에서 작은 식당을 하던 홀어머니의 품을 떠나 서울로 상경, 방송 수상 대상 경력의 실력파 다큐멘터리 감독으로 성장하였다. 일선정치에 대해 회의적인 시각을 갖고 있었으나 어머니 유정혜가 불의의 사고로 사망한 후, 장일준에게 친아버지라는 뜻밖에 고백을 듣게 되면서 장일준의 본가와 선거 캠프에 직접 뛰어들어 취재키로 결정한다.
- 왕지혜 : 장인영 역

장일준의 양녀이자 수행비서. 10살 때 장일준의 수행비서였던 생부가 자살하고 생모마저 미국으로 가버린 뒤 장일준 일가의 맏딸로 입양된다.
- 성민 : 장성민 역

장일준과 조소희의 첫째 아들. 명문대 4학년으로 재학 중이며 아버지를 위해 김경모의 비리를 제보하지만 오히려 아버지에게 큰 위기를 초래시킨다. 온실 속 화초처럼 자란 자신과는 달리 강인한 아버지에게 열등감을 품고 있다.
- 박미진 : 장세빈 역

장일준과 조소희의 둘째 딸. 대통령의 딸보다는 평법한 여고생으로 살고싶어한다.
- 신충식 : 조태호 역

장일준의 장인으로 대일그룹의 명예회장. 맨주먹 붉은 피로 이 땅에 건설업의 신화를 남긴 인물로, 몸이 불편해 현업에서 은퇴했다. 유정혜 살해의 배후 인물.
- 최동준 : 조상진 역

조태호의 장남이자 조소희의 오빠로 대일그룹 총수. 조태호와는 달리 장일준의 대선 출마를 못마땅해 한다.
- 김예령 : 유정혜 역

장일준의 옛 연인이자 유민기의 어머니. 복역 후 방황하던 장일준과 만나 짧지만 뜨거운 사랑을 나눴다. 장일준이 떠난 후 홀로 아들 민기를 낳아 장일준의 누나에게 소식을 전하지만 조소희와의 결혼을 앞둔 장일준에게 외면당한다. 가의도에서 작은 횟집을 운영하다가 가스폭발사고로 사망한다.

### 장일준 캠프
- 강신일 : 이치수 역

장일준 캠프의 선거 본부장. 장일준의 형 장일도의 친구이기도 했으며 장일준이 가장 믿고 의지하는 동지. 장일준 저격의 배후 인물.장일준의 비자금 수수의혹에 대해 본인이 받았다고 거짓 자백하여 구속된다.
- 임지은 : 오재희 역

장일준 캠프의 홍보팀장. 백찬기의 전 부인, 윤성구와 재혼
- 이두일 : 윤성구 역

장일준 캠프의 정책팀장. 오재희와 재혼
- 김흥수 : 기수찬 역

장일준 캠프의 전략기획실장. 야당 진영의 컨설턴트로 활동하다가 장일준 캠프로 영입된다. 이치수의 구속으로 선거본부장이 된다.
- 강신조 : 황철우 역

장일준의 경호팀장. 조태호의 지시로 유정혜 살해.

### 대통령 일가
- 정한용 : 이수명 역

미래당 출신의 현직 대통령. 5년 전 정권교체를 한 인물이지만 경제정책 실패로 지지율을 잃은 상태. 미래당 대선후보로 김경모를 밀어주려고 하지만 김경모가 영부인의 오빠를 차기 총리로 삼아달라는 부탁을 거절하자 장일준의 경선 승리에 일조하게 된다. 그러나 결국 장일준에게 뒤통수를 맞게 된다.
- 양희경 : 최정임 역

이수명의 아내로 영부인. 오늘날의 이수명 대통령을 존재하게 한 일등공신. 자신의 오빠를 차기 정권의 총리로 세우기 위해 장일준을 지지하며 대학 후배인 조소희와 거래하지만, 이후 장일준에게 뒤통수를 맞는다.

### 새물결미래당
- 변희봉 : 고상렬 역

미래당 전 대표. 장관, 원내총무 등을 역임하며 당내에 상당히 많은 계보를 지낸 당내 실세로, 오래전 장일준에게 데인적이 있다. 장일준을 뇌물공여죄 혐의로 몰아 구속시키려 하지만 결국 장일준을 지지하게 된다.
- 이기열 : 박을섭 역

미래당 경선에 출마한 현 5선 의원. 당내에서 가장 보수적인 인물이다. 장일준을 무시하다가 뒤통수를 맞게 된 후 후보 사퇴를 한다.장일준에 이어 한대운까지 비자금 수수의혹이 일자 대한청정당을 창당한다.
- 김정난 : 신희주 역

미래당 경선 후보로 한국 최초로 여성 검찰 총장을 지낸 인물이다. 단아한 외모와는 달리 전투적이다. 경선 과정에서 장일준과 후보 단일화를 한다.
- 홍요섭 : 김경모 역

집권 여당에서 가장 유력한 대선 후보. 현정부에서 국무총리를 지낸 경력이 있다. 깨끗하고 귀족적인 이미지를 지녔으며, 당내에서나 국민에게나 이미지가 좋다. 그러나 야당 한대운 후보에 비해 지지율이 떨어진다. 지방경선 레이스에서 막바지 승차한 장일준이 벅찬 상대가 될 거라는 걸 알 만큼 정치적 감각이 높으며, 현대통령인 이수명이 영부인의 오빠를 차기 총리로 삼아달라는 부탁을 거절해 결국 장일준에게 패배한다.
- 김규철 : 백찬기 역

김경모의 전략 참모이자 재선 의원. 장일준 캠프의 오재희의 전 남편이기도 하다.김경모가 장일준에게 패배하고,장일준의 비자금 수수의혹이 일자 새물결미래당을 탈당하고 한국평화당으로 입당한다.

### 한국평화당
- 정동환 : 한대운 역

야당인 한국평화당의 대선 후보. 당 대표를 3년이나 지낸 적이 있으며, 당대표 재임 기간 동안 국회를 여소 야대로 만들 정도로 만들 만큼 국민의 절대적인 지지를 얻고 있다. 국회의원 경력은 재선에 불과하지만, 전 정권에서 법무부 장관을 지내며 평화당의 약점인 부패를 일소한 클린 장관의 이미지를 가졌고, 강력한 카리스마와 유머리스로 정권 교체를 시킬 유력한 인물로 평가되고 있다.

### 그 외 인물
- 조은숙 : 주일란 역 - 장인영의 친모
- 최송현 : 나주리 역 - 백찬기의 두 번째 아내
- 이규준 : 기자 역
- 조정국 : 박을섭의 참모 역

## 시청률
최저 시청률과 최고 시청률은 시청률 조사회사와 지역별로 시청률에 차이가 있을 수 있습니다.
| 2010년 | 2010년    | 2010년         | 2010년         |
| 회차   | 방송일    | TNMS 시청률    | AGB 시청률     |
| 회차   | 방송일    | 대한민국(전국) | 대한민국(전국) |
| ------ | --------- | -------------- | -------------- |
| 제1회  | 12월 15일 | 6.5%           | 6.3%           |
| 제2회  | 12월 16일 | 6.6%           | 5.9%           |
| 제3회  | 12월 22일 | 4.7%           | 5.6%           |
| 제4회  | 12월 23일 | 4.6%           | 4.3%           |
| 제5회  | 12월 29일 | 8.1%           | 9.8%           |
| 제6회  | 12월 29일 | 7.8%           | 10.0%          |
| 2011년 |           |                |                |
| 제7회  | 1월 5일   | 7.7%           | 8.9%           |
| 제8회  | 1월 6일   | 6.4%           | 7.7%           |
| 제9회  | 1월 12일  | 6.1%           | 7.1%           |
| 제10회 | 1월 13일  | 5.0%           | 7.1%           |
| 제11회 | 1월 19일  | 6.3%           | 7.3%           |
| 제12회 | 1월 20일  | 5.6%           | 7.7%           |
| 제13회 | 1월 26일  | 5.8%           | 7.6%           |
| 제14회 | 1월 27일  | 6.6%           | 7.7%           |
| 제15회 | 2월 9일   | 6.2%           | 6.4%           |
| 제16회 | 2월 10일  | 6.3%           | 7.5%           |
| 제17회 | 2월 16일  | 7.2%           | 8.3%           |
| 제18회 | 2월 17일  | 6.0%           | 7.7%           |
| 제19회 | 2월 23일  | 5.9%           | 7.9%           |
| 제20회 | 2월 24일  | 5.9%           | 7.3%           |

## 결방 사유 및 연속 방송
- 2010년 12월 29일 : 밤 10시부터 2회 연속방송 (5회, 6회)
- 2010년 12월 30일 : KBS 가요대축제 편성으로 결방

## 출연료 미지급 논란
- 방송이 종영되기 전부터 주연을 맡은 최수종과 하희라를 비롯해 출연 배우들이 방송 초반 이후 출연료를 받지 못해 KBS와 한국방송영화공연예술인노동조합이 사태 진화에 나섰으나,[6][7] 2012년 11월 현재 약 5억 4천만원에 달하는 출연료 미지급 문제로 KBS와 한연노 사이의 갈등이 발생하였다.[8]

## 참고 사항
- 제작사인 필름이지 엔터테인먼트 대표 류시형은 전 KBS PD 출신이다.[9]
- 장동건이 한때 남자 주인공 물망에 올랐으나 영화 촬영 등의 이유로 고사했다.[10]

## 동시간대 드라마
- MBC 수목 미니시리즈

《즐거운 나의 집》 (2010년 10월 27일 ~ 2010년 12월 23일)
《마이 프린세스》 (2011년 1월 5일 ~ 2011년 2월 24일)
- SBS 수목 미니시리즈

《대물》 (2010년 10월 6일 ~ 2010년 12월 23일)
《싸인》 (2011년 1월 5일 ~ 2011년 3월 10일)